# 仙人峠駅
仙人峠駅（せんにんとうげえき）は、かつて岩手県上閉伊郡上郷村（後の遠野市）に所在していた岩手軽便鉄道・日本国有鉄道（国鉄）釜石西線の駅（廃駅）である。電報略号は、ニケ。

## 歴史
岩手軽便鉄道は、岩手県の内陸部と三陸海岸を結ぶ目的で花巻駅からほぼ北上川支流の猿ヶ石川・早瀬川に沿って東へ線路を延ばした。北上川と三陸側の分水嶺にあたる仙人峠を目前にして設置された終点駅が当駅である。当初は宮守トンネル、鱒沢トンネルの工事が遅れていたため、西側の区間とは離れた東側の孤立区間のみで1914年（大正3年）4月18日に開業し、東線と称していた。1915年（大正4年）11月23日にこれらのトンネルが完成して花巻 - 当駅間が開通した。
仙人峠を挟んで東側には陸中大橋駅まで釜石鉱山鉄道が既に開通していた。この間は直線距離で4キロメートルほどである。しかし当駅の標高が560メートル、陸中大橋駅の標高が254メートルで、306メートルもの標高差がある上に、間に標高887メートルの仙人峠があることから、この間を鉄道で結ぶ試みは長らく行われなかった。
代わりに索道が設置されて貨物や郵便物・新聞などの輸送が行われると共に、旅客は仙人峠を徒歩で越えていた。仙人峠に設置された索道は全長3.6キロメートルで、1912年（大正元年）8月1日に認可を取得し、開通日には諸説あるものの参考文献では1915年（大正5年）4月5日としている。単線循環式索道で、搬器は約70個、支柱は30本で、当初は当駅構内に設置された70馬力発動機で駆動され、後に1923年（大正12年）8月に電力に切り替えられた。輸送能力は、仙人峠から大橋へは100トン、大橋から仙人峠へは40トンであった。
徒歩連絡の旅客は5.5キロメートルの道のりを2時間半から3時間掛けて歩いており、また駕籠の便もあったが花巻 - 当駅間の特等運賃よりも高い運賃を徴収していた。さらに駕篭かきが追加の金を旅客から巻き上げるなどマナーが悪く、地元の新聞で不評を書きたてられるほどであったが、第二次世界大戦後までこの駕籠の運行は続けられた。
仙人峠を越えて両側を直結する鉄道の構想も行われており、1922年（大正11年）に国鉄へ依頼して行われた調査では、仙人峠の下をトンネルで抜けてスイッチバックとループ線と最急勾配40 パーミルを組み合わせる複雑な線形が想定され、建設費は1,067ミリ軌間の場合で300万円と試算された。しかしこれは岩手軽便鉄道の会社の負担能力を超えており、国鉄による建設請願が行われ、やがては岩手軽便鉄道自体の国有化請願へとつながっていった。
1927年（昭和2年）の第52回帝国議会において鉄道敷設法に花巻 - 遠野 - 釜石間が追加され、これにより国鉄による建設が決定した。これを受けて1929年（昭和4年）から国鉄により仙人峠のルートの検討が行われ、1935年（昭和10年）に足ケ瀬駅から栗ノ木峠の下を足ヶ瀬トンネルでくぐって気仙川流域へ一旦出て上有住駅を経由し、土倉峠の下を土倉トンネルで抜けて東側斜面を大きなオメガカーブを描く形で陸中大橋駅へ降りていく線形が採用された。この区間は1936年（昭和11年）6月に着工された。
さらに1936年（昭和11年）の第69回帝国議会において岩手軽便鉄道の国有化が決定し、同年8月1日に実施された。これにより岩手軽便鉄道は国有鉄道の釜石軽便線となった。釜石軽便線は順次762ミリ軌間から1,067ミリへの改軌工事が進められたが、第二次世界大戦の激化により仙人峠を越える鉄道と共に一時工事は休止された。
第二次世界大戦後、アイオン台風により国鉄山田線が被害を受けて長期不通となると、三陸海岸方面への鉄道連絡を回復させるために釜石線の建設が急がれることになり、残されていた区間の改軌と建設が進められた。1950年（昭和25年）10月9日限りで足ケ瀬 - 当駅間と索道は廃止され、翌10月10日から上有住経由の新線が開通した。こうして当駅も廃止となった。

### 年表
- 1912年（大正元年）8月1日：仙人峠索道認可。
- 1914年（大正3年）
  - 4月18日：岩手軽便鉄道東線遠野 - 当駅間の貨物営業開始、貨物駅として当駅開業[1]。
  - 5月15日：遠野 - 当駅間の旅客営業開始[1]。
- 1915年（大正4年）4月5日：仙人峠索道開業。
- 1936年（昭和11年）8月1日：岩手軽便鉄道国有化により国鉄釜石線の駅となる[1]。
- 1944年（昭和19年）10月11日：釜石東線の開通に伴い路線名が改称され、国鉄釜石西線の駅となる。
- 1950年（昭和25年）
  - 10月9日：この日限りで足ケ瀬 - 当駅間および索道廃止。
  - 10月10日：当駅廃止、足ケ瀬 - 陸中大橋間開業[1]。

## 跡地

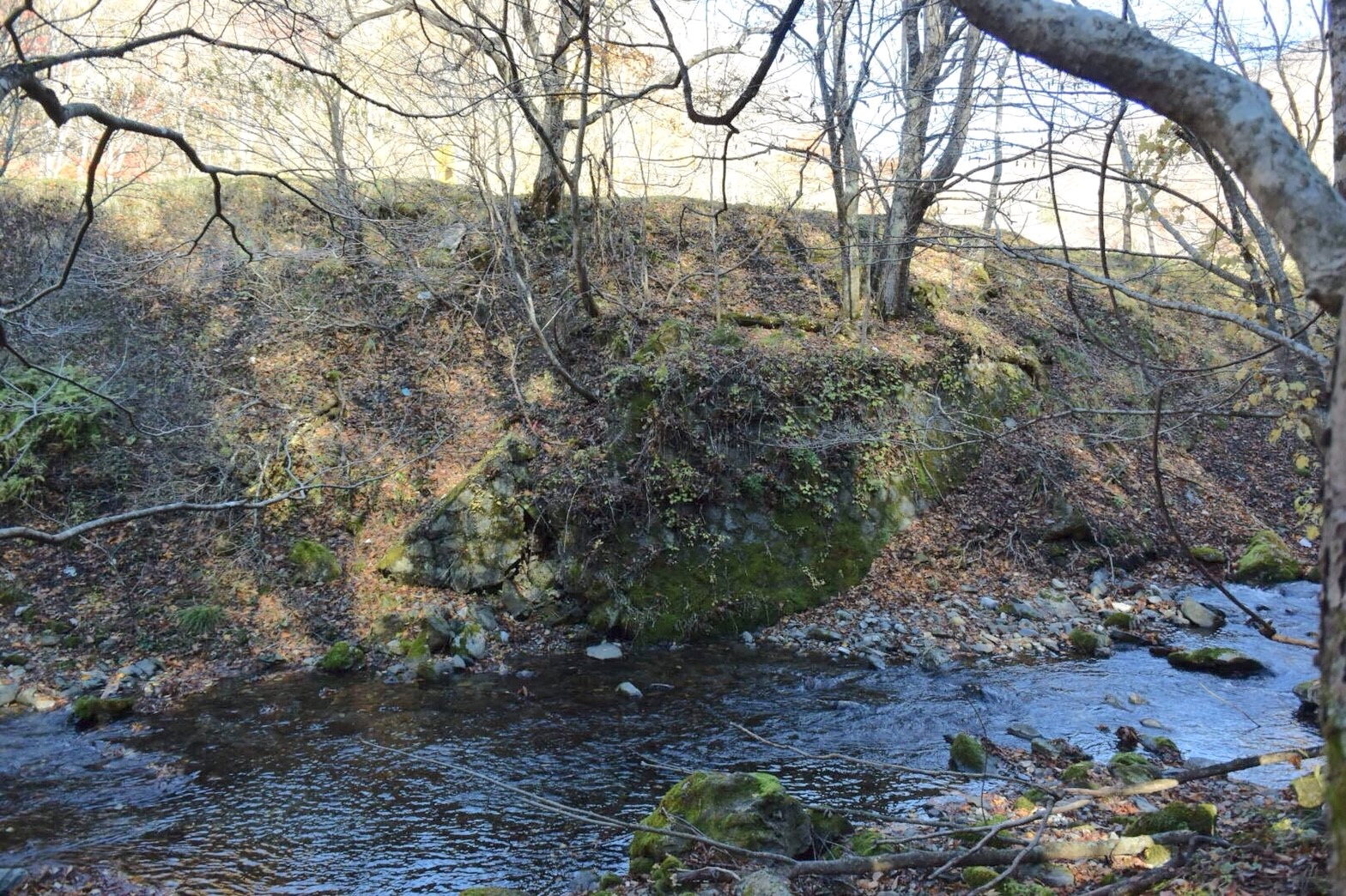
仙人峠駅前と茶屋を結ぶ木橋の橋台跡（2018年11月）

駅跡は国道283号仙人トンネル西側坑口付近に当たり、「国道の北側のコンクリート製擁壁のみが当時のものを残している」との見解が多く見られるが、1980年3月釜石市教育委員会出版「歴史の道 第1号」掲載写真より分析するとコンクリート製擁壁は民家裏の土留めであり、駅舎とホームの跡地は擁壁より反対側（国道の南側）の広場付近である。また、線路跡は現在道路になっている部分である。駅舎前の川を挟んで対岸に茶屋があり木橋が架けられていたが、現在は橋台の石垣のみが現存している。時期は不明だが、当時の仙人峠駅地表面より2m程嵩上げしていることが石垣の頂点より読み取れ、駅舎や線路跡は確認できない状態である。

## 隣の駅
1950年10月9日営業最終日時点
日本国有鉄道
釜石西線
足ケ瀬駅 - 仙人峠駅